# Oxydia platypterata
Oxydia platypterata är en fjärilsart som beskrevs av Achille Guenée 1858. Oxydia platypterata ingår i släktet Oxydia och familjen mätare. Inga underarter finns listade i Catalogue of Life.